# Walerija Sawinych
Walerija Sawinych (ros. Валерия Cавиных; ur. 20 lutego 1991 w Swierdłowsku) – rosyjska tenisistka.

## Kariera tenisowa
Tenisistka grająca głównie w turniejach ITF. Pierwszy kontakt z zawodowym tenisem miała w wieku piętnastu lat, w 2006 roku w Charkowie, gdzie zagrała trzysetowy mecz w pierwszej rundzie kwalifikacji. W turnieju głównym wystąpiła w lipcu następnego roku, we włoskim Gardone Val Trompia, gdzie po wygraniu kwalifikacji dotarła do drugiej rundy gry singlowej. Znacznie lepiej poszło jej w grze deblowej, w której w parze z Włoszką, Anastasią Grymalską osiągnęła finał turnieju. Na początku lipca 2008 roku zdobyła swój pierwszy tytuł w grze podwójnej na turnieju w Prokuplje, a na turnieju w Rabacie dotarła do finału. Na tym samym turnieju osiągnęła też, po raz pierwszy w karierze, finał gry pojedynczej, w którym jednak przegrała z Lisą Sabino. We wrześniu tego samego roku po raz drugi w karierze dotarła do finału singla na turnieju w Limoges, ale i tym razem musiała uznać wyższość rywalki i przegrała z rodaczką Maliną Melnikową. W październiku wygrała natomiast swój drugi turniej deblowy w Lagos, tym razem w parze z Jeleną Czałową, pokonując w finale indyjską parę Rushmi Chakravarthi i Isha Lakhani. W latach 2009–2010 kontynuowała grę w turniejach ITF, w których wygrała cztery kolejne turnieje w grze podwójnej, natomiast nie udało jej się wygrać żadnego turnieju w grze pojedynczej, pomimo tego, że dwukrotnie docierała do finałów. Pierwszy singlowy turniej wygrała w kwietniu 2011 roku, w Johannesburgu, pokonując w finale Petrę Cetkovską.
W maju 2010 roku spróbowała swoich sił w rozgrywkach WTA i wzięła udział w kwalifikacjach do turnieju w Strasburgu, ale odpadła w pierwszej rundzie, podobnie jak w czerwcu w ’s-Hertogenbosch i w lipcu w Stambule. Największy sukces osiągnęła w sierpniu, w kwalifikacjach do turnieju wielkoszlemowego US Open, wygrywając w pierwszej rundzie z Rossaną de los Ríos z Paragwaju.
Osiągnięcia z 2010 roku i udane starty na początku 2011 roku (między innymi półfinał turnieju ITF w Hammond) spowodowały, że 21 marca 2011 roku tenisistka osiągnęła drugą setkę światowego rankingu, plasując się na 197 miejscu.
W marcu 2013 roku osiągnęła finał zawodów deblowych we Florianópolis. Razem z Anne Keothavong uległy parze Anabel Medina Garrigues i Jarosława Szwiedowa wynikiem 0:6, 4:6.

## Finały turniejów WTA
| Legenda                     | Legenda |
| --------------------------- | ------- |
| Wielki Szlem                |         |
| Igrzyska olimpijskie        |         |
| WTA Tour Championships      |         |
| 2009 – 2020                 |         |
| WTA Premier Mandatory       |         |
| WTA Premier 5               |         |
| WTA Premier                 |         |
| WTA International Series    |         |
| WTA 125K series (2012–2020) |         |

### Gra podwójna 2 (0–2)
| Końcowy wynik | Nr | Data             | Turniej       | Nawierzchnia | Partnerka        | Przeciwniczki                               | Wynik finału   |
| ------------- | -- | ---------------- | ------------- | ------------ | ---------------- | ------------------------------------------- | -------------- |
| Finalistka    | 1. | 1 marca 2013     | Florianópolis | Twarda       | Anne Keothavong  | Anabel Medina Garrigues Jarosława Szwiedowa | 0:6, 4:6       |
| Finalistka    | 2. | 15 września 2019 | Hiroszima     | Twarda       | Christina McHale | Misaki Doi Nao Hibino                       | 6:3, 4:6, 4–10 |

## Finały turniejów WTA 125K series

### Gra podwójna 1 (1–0)
| Końcowy wynik | Nr | Data              | Turniej | Nawierzchnia  | Partnerka       | Przeciwniczki                   | Wynik finału |
| ------------- | -- | ----------------- | ------- | ------------- | --------------- | ------------------------------- | ------------ |
| Zwyciężczyni  | 1. | 12 listopada 2017 | Limoges | Twarda (hala) | Maryna Zanewśka | Chloé Paquet Pauline Parmentier | 6:0, 6:2     |

## Wygrane turnieje rangi ITF
| turnieje z pulą nagród 100 000 $   |
| turnieje z pulą nagród 75/80 000 $ |
| turnieje z pulą nagród 50/60 000 $ |
| turnieje z pulą nagród 40 000 $    |
| turnieje z pulą nagród 25 000 $    |
| turnieje z pulą nagród 15 000 $    |
| turnieje z pulą nagród 10 000 $    |

### Gra pojedyncza
|     | Data       | Turniej         | Kat. | ($)     | Naw.   | Finalistka            | Wynik                |
| 1.  | 17/04/2011 | Johannesburg    | ITF  | 100 000 | twarda | Petra Cetkovská       | 6:1, 6:3             |
| 2.  | 30/10/2016 | Heraklion       | ITF  | 100 000 | twarda | Gabriella Taylor      | 6:2, 4:1 krecz       |
| 3.  | 04/06/2017 | Montemor-o-Novo | ITF  | 15 000  | twarda | Sarah-Rebecca Sekulic | 6:2, 6:0             |
| 4.  | 04/06/2017 | Artvin          | ITF  | 60 000  | twarda | Ayla Aksu             | 3:6, 7:6(10), 7:6(5) |
| 5.  | 15/12/2018 | Pune            | ITF  | 25 000  | twarda | Lu Jiajing            | 3:6, 6:2, 7:6(7)     |
| 6.  | 05/05/2019 | Namangan        | ITF  | 25 000  | twarda | Eudice Chong          | 6:0, 4:6, 7:5        |
| 7.  | 04/08/2019 | Tajpej          | ITF  | 25 000  | twarda | Risa Ushijima         | 7:5, 6:2             |
| 8.  | 18/04/2021 | Calvi           | ITF  | 25 000  | twarda | Susan Bandecchi       | 6:1, 6:4             |
| 9.  | 25/12/2022 | Navi Mumbai     | ITF  | 25 000  | twarda | Priska Nugroho        | 6:2, 7:6(4)          |
| 10. | 02/07/2023 | Palma del Río   | ITF  | 40 000  | twarda | Harmony Tan           | 7:5, 6:3             |